# 問註所統景
問註所 統景（もんぢゅうじょ むねかげ）は、戦国時代から安土桃山時代にかけての武将。筑後国長岩城城主。問註所氏は筑後十五城の一角。

## 生涯
初めは豊後国の大友氏に属し、大友義統より偏諱を与えられて統景と名乗る。天正6年（1578年）の耳川の戦いで大友氏が大敗し、影響力を弱め、代わりに肥前国の龍造寺氏が筑後で勢力を伸ばし、諸勢力の殆どが大友氏から龍造寺氏に次々と寝返った後も、五条鎮定と共に大友氏に筋を通し、筑前国の秋月氏らの監視に当たった。その後、筑後は龍造寺勢にほぼ制圧されるが、居城・長岩城に攻め寄せた秋月氏・星野氏の連合軍を撃退、逆に星野氏の支城を落とすなど孤軍奮闘し、大友家の家紋である杏葉紋の使用を許され、一門に准ずる扱いとなった。
龍造寺隆信の死後は、黒木氏・田尻氏ら筑後の反大友諸勢力の駆逐に貢献。大友本軍が豊後に引き上げた後も、筑後支配の押さえとして残った。天正12年（1584年）12月、秋月氏・星野氏・大叔父の問註所鑑景らが居城へ押し寄せたが、統景と弟鎮春はこれを撃退して、鑑景らを逆に討ち取る勝利を得ている。後に薩摩国の島津氏の侵攻も受けるが、これも長岩城に籠城し、最後まで守りきっている。豊臣軍の到着後は、日向国侵攻の先導役として先陣を務めた。戦後、本領を安堵された。
豊臣秀吉の九州平定後は小早川氏に従い、文禄の役に参陣。度々合戦で戦功を挙げたというが、『問註所家譜』によると文禄2年（1593年）9月2日、弟の町野正白と共に小早川秀包の先鋒となって明の劉綎と晋州城外西南方二十里の河東郡に遭遇し、先鋒数百兵共々戦死した。この戦は立花宗茂が小早川軍を救援したため、子の政連は立花氏に出仕した。